# Alojzij Štrekelj

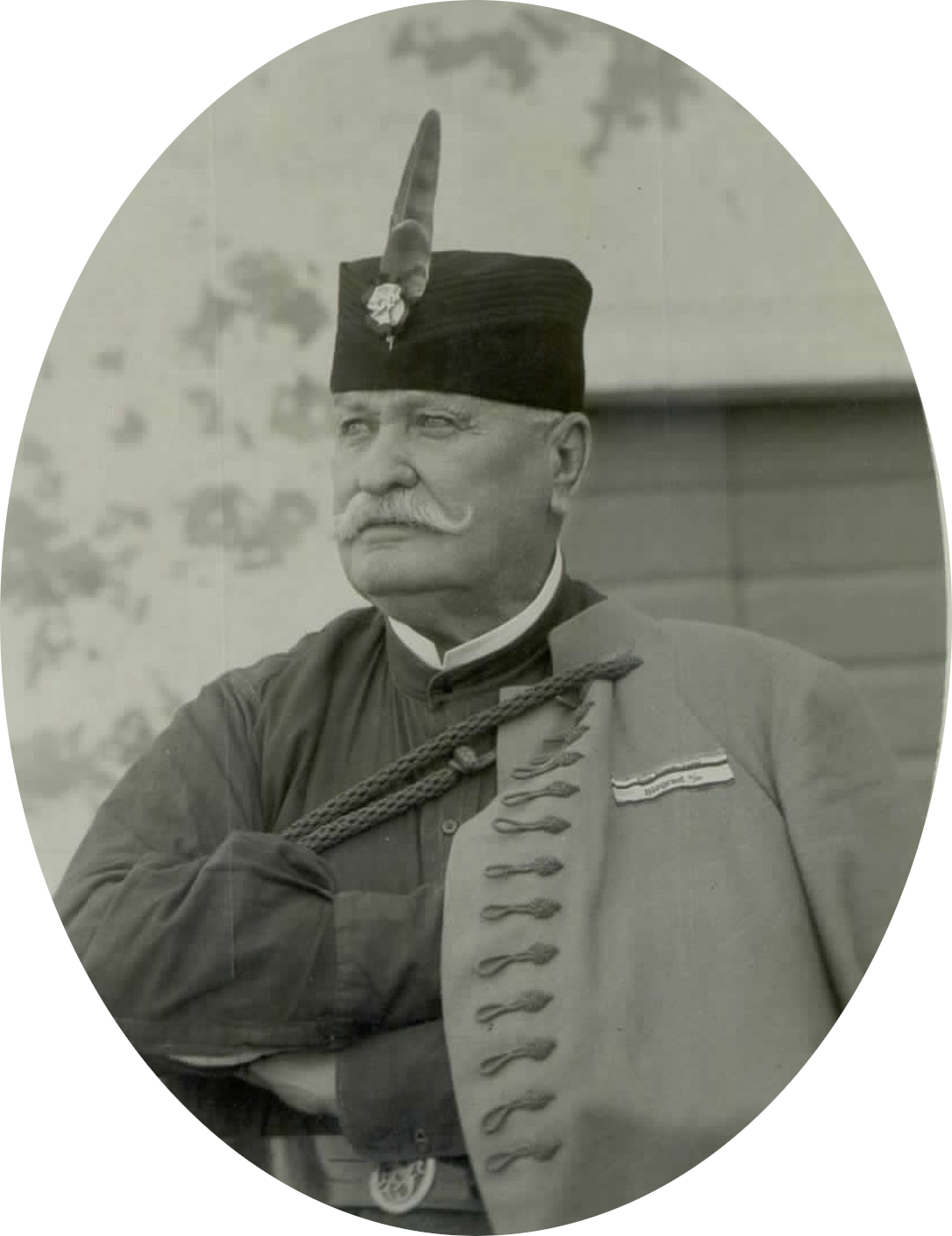
Alojzij Štrekelj

Alojzij Štrekelj (* 3. Jänner 1857 in Comen, Görz und Gradisca; † 30. März 1939 in Biograd, Dalmatien) war ein österreichisch-slowenischer Winzer und Politiker. Er war Abgeordneter zum Abgeordnetenhaus des Österreichischen Reichsrats und Abgeordneter zum Landtag von Görz und Gradisca.

## Leben
Alojzij Štrekelj wurde als Sohn des Weinbauerns Andrej Štrekelj geboren. Er besuchte von 1864 bis 1868 die Volksschule in Komen sowie von 1868 bis 1875 die Unterrealschule und landwirtschaftliche Lehranstalt in Görz. Zudem besuchte er einen Spezialkurs für Seidenraupenzucht in Wien und absolvierte zwischen 1879 und 1880 die Önologische und pomologische Staatslehranstalt in Klosterneuburg, wobei er ein Stipendium des Landes Görz und Gradisca erhalten hatte.
Štrekelj war ab 1875 als Landes-Wanderlehrer für Seidenraupenzucht und Weinbau in Görz und Gradisca beschäftigt. Er arbeitete ab 1880 an der Statthalterei in Triest und widmete sich dort dem Wiederaufbau des Weinbaus nach dem Reblausbefall im Küstenland. Ab 1895 war er in derselben Funktion in Zadar aktiv sowie von 1900 bis 1923 in Knin und Šibenik (Dalmatien). Štrekelj übernahm 1923 die Stelle eines Verwalters eines Wein- und Obstbauguts in Zaravecchia, wo er sich ab 1928 der Bearbeitung eines eigenen experimentellen Weingartens widmete.

## Politik
Štrekelj wurde 1901 im Wahlkreis der Landgemeinde der Gerichtsbezirke Comen und Sesana in den Landtag von Görz und Gradisca gewählt. Im Jahr 1907 folgte seine Wiederwahl als Vertreter der Allgemeine Wählerklasse der Bezirke Görz, Tolmein und Sesana sowie der Gemeinden Medana, Biljana, Kozbana, Vevin und Doberob. Im Jahr 1909 schied Štrekelj aus dem Landtag aus. Des Weiteren wurde Štrekelj bei der Reichsratswahl 1907 zum Abgeordneten des Abgeordnetenhauses gewählt, dem er vom 17. Juni 1907 bis zum 30. März 1911 angehörte. Er hatte dort ein Mandat des Wahlbezirks Görz und Gradisca 3 inne und schloss sich dem slowenisch-fortschrittlichen Klub des Verbands der Südslawen (Zveza južnik Slavena) an.